# Tristan Garcia
Tristan Garcia (født 5 april 1981) er en fransk filosof og forfatter. Hans første roman La meilleure part des hommes (2008) fik tildelt den franske Prix de Flore.

## Liv
Garcia blev født i Toulouse, hans forældre var akademikere. Han voksede op i Algeriet. Han studerede filosofi på École Normale Supérieure, og skrev sin dissertation med Sandra Laugier om vejleder. Han er ansat på Jean Moulin University Lyon 3.

## Fiction

### La meilleure part des hommes
Hans første roman La meilleure part des hommes (2008) fik tildelt den franske Prix de Flore. Oversat til engelsk 2010 som Hate: A Romance. Romanen følger fire homoseksuelle personer gennem Nicholas Sarkozys præsidentskab, og handler om virkningen af HIV/AIDS. Garcia har udtalt at han med vilje skrev en romaner om ting, han ikke selv har erfaret, for at modvirke bølgen af autofiktion i Frankrig.

## Filosofi

### Form and Object
Form and Object er beslægtet med spekulativ realisme og objekt-orienteret ontologi, dvs. med filosoffer som Graham Harman og Manuel DeLanda. Garcia ser sig selv som modpol til "tilgangsfilosofier", som vil bygge deres teorier på begrænsningerne for den subjektive tilgang til verden. I stedet foreslåt Garcia, at vi tænker om ting før vi tænker over vores adgangsbetingelser til disse ting. Bogen er opdelt i to haldele: Bog 1, med titlen "Formelt", og Bog 2 med titlen "Objektivt." Første bog indeholder et forslag til en flad ontologi, hvor alle ting ses som værende lige meget ting. Anden bog beskriver mere specifikke ting, som dyr, klasse og køn. Graham Harman skrev i en anmeldelse af Form and Object, at det er "an intricate piece of work by an emerging philosopher who is now a force to reckon with."

## Andre værker
Garcia har også beskæftiget sig med analyser af popkultur, f.eks. har han leveret analyser er Marvel-figuren Doctor Strange.

## Literære værker
- La meilleure part des hommes (2008)
- Mémoires de la jungle (2010)
- En l'absence de classement final (2012)
- Les cordelettes de Browser (2012)
- Faber: Le destructeur (2013)
- 7 (2015)

## Filosofiske værker
- L'Image (2007)
- Nous, animaux et humains. Actualité de Jeremy Bentham (2011)
- Forme et objet: Un traité des choses (2011)
- Six Feet Under: Nos vies sans destin (2012)

## Værker på engelsk
- Hate: A Romance. Trans. Marion Duvert and Lorin Stein. New York: Faber and Faber, 2010.
- Form and Object: A Treatise on Things. Trans. Mark Allan Ohm and Jon Coburn. Edinburgh: Edinburgh University Press, 2014.

## Edited works
- Edition with Pierre-Alexandre Fradet of the special issue "Réalisme spéculatif", in Spirale (Montréal), issue 255, winter 2016[8]